# Fritz Kraatz
Friedrich »Fritz« Hermann Heinrich Kraatz, švicarski hokejist, * 4. februar 1906, Davos, Švica, † 15. januar 1992. 
Kraatz je igral hokej na ledu s švicarsko reprezentanco in z njo nastopil na Zimskih olimpijskih igrah 1928 ter tam osvojil bronasto medaljo, več svetovnih prvenstvih, na katerih je osvojil eno bronasto medaljo, in več evropskih prvenstvih, na katerih je osvojil po eno zlato in bronasto.
Kasneje je postal eden vidnejših hokejskih funkcionarjev in je od 1947 do 1948 in od 1951 do 1954 deloval kot predsednik Mednarodne hokejske zveze.